# Edward Banach
Edward Banach (Nueva York, Estados Unidos, 6 de febrero de 1960) es un deportista estadounidense retirado especialista en lucha libre olímpica donde llegó a ser campeón olímpico en Los Ángeles 1984.
Es hermano gemelo del también luchador Ludwig Banach.

## Carrera deportiva

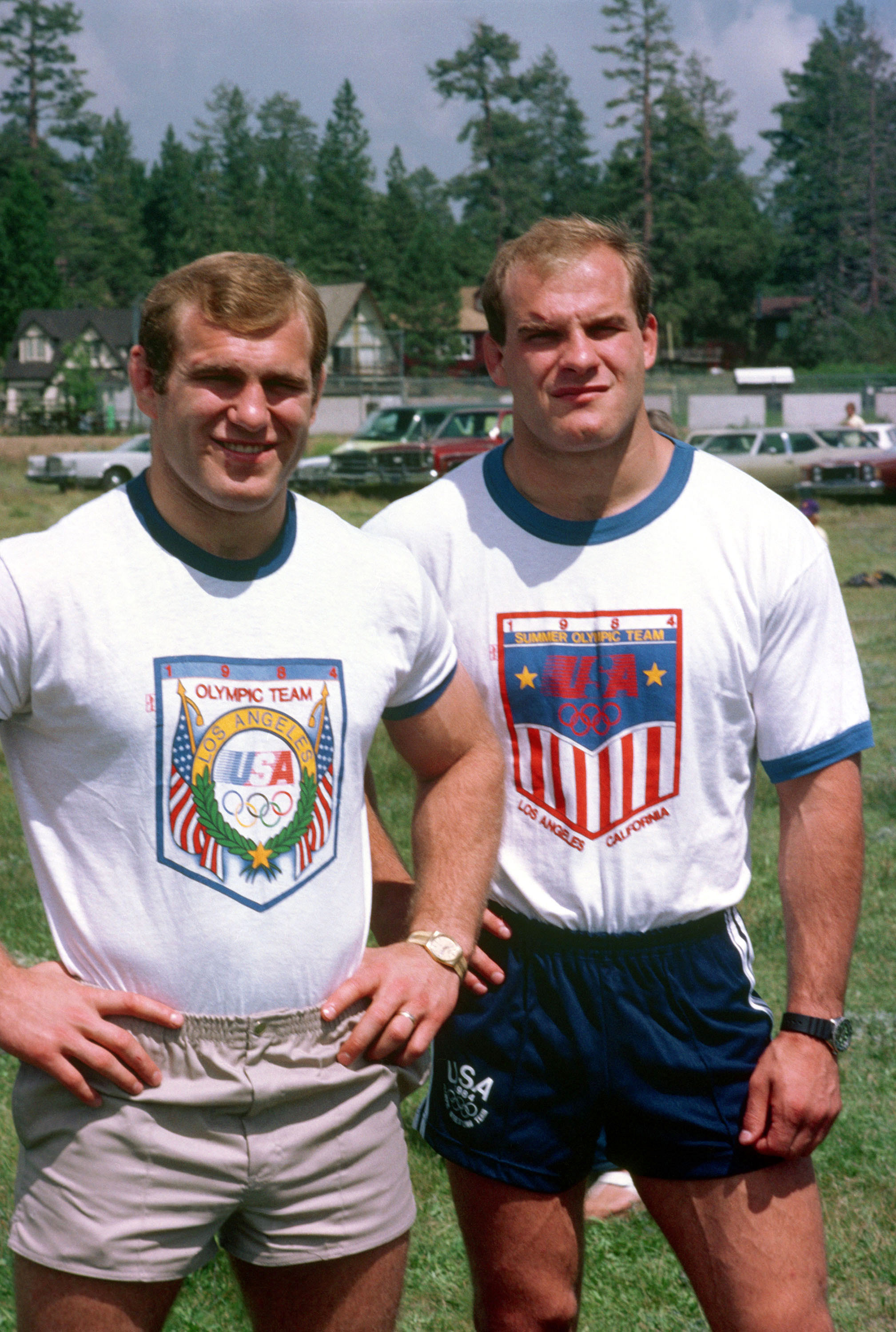
Edward Banach (izq.), con su hermano gemelo Ludwig Banach, agosto de 1984

En los Juegos Olímpicos de 1984 celebrados en Los Ángeles ganó la medalla de oro en lucha libre olímpica de pesos de hasta 90 kg, por delante del luchador japonés Akira Ota (plata) y el británico Noel Loban (bronce).